# Toy Story 2 (datorspel)
Toy Story 2 är ett 3D-plattformsspel, baserat på Pixars film med samma namn. Det släpptes till Nintendo 64, Playstation, Dreamcast och Windows år 1999 och 2000. En alternativ version av spelet släpptes till Game Boy Color.

## Gameplay
Spelaren styr rymdleksaken Buzz Lightyear, som försöker hitta och rädda cowboyleksaken Sheriff Woody, som har blivit stulen av leksakssamlaren Al. Buzz kan utföra ett hopp och ett dubbelhopp, och två attacker: Hans laser och sin snurrattack. Bägge kan bli laddade, och därmed få större effekt. Utöver detta, finns det fem stycken powerups, som kan låsas upp för att Buzz ska kunna klara vissa uppdrag. De flesta av filmens röstskådespelare gjorde även rösterna till sina respektive karaktärer i spelet, förutom Wallace Shawn, som inte repriserade sin roll som Rex; Rex röstskådespelades i spelet istället av Earl Boen.

## Nivåer
Spelet består av 15 nivåer som är indelade i fem zoner, med tre nivåer i varje. Till att börja med är bara den första nivån upplåst, men spelare kan låsa upp fler genom att samla Pizza Planet-polletter som fås efter varje klarat uppdrag. Varje nivå börjar med en kort scen från filmen (bortsett från i Nintendo 64-versionen; dess låg-kapicitiva kassettsystem ledde till att man använde istället använde sig av stillbilder från filmen med beskrivande text). I varje zons första två nivåer finns fem uppdrag, och fem Pizza Planet-polletter.
I den första nivån i varje zon har Mr. Potato Head blivit av med en kroppsdel som spelaren får i uppdrag att hitta och lämna tillbaka, varefter Mr. Potato Head låser upp en ny powerup. Vissa uppdrag kräver en speciell powerup för att kunna klaras, medan andra bara är enklare att klara med powerupens hjälp. I vissa lägen måste spelaren återvända till tidigare nivåer för att klara av nya uppdrag, som inte var möjliga att klara tidigare utan en powerup som låses upp i en senare nivå.
I den sista nivån i varje zon finns en boss som spelaren måste besegra för att ta sig vidare. Ett bestämt antal polletter krävs för att låsa upp dessa. När spelaren har besegrat en boss låses en bonusfilm upp, som kan ses när som helst. I spelets sista bossnivå möter spelaren tre stycken minibossar samtidigt: Guldgrävaren Stinky Pete, revolvermannen och smeden.